# 神村栄一
神村 栄一（かみむら えいいち、1963年9月- ）は、日本の心理学者。新潟大学教授。

## 人物・来歴
福島県会津若松市生まれ。1986年筑波大学第二学群人間学類卒業。1991年同大学院心理学研究科博士課程単位取得満期退学。1994年「ストレス対処の個人差に関する臨床心理学的研究」で筑波大学より博士（心理学）の学位を取得。1991年早稲田大学人間科学部助手、1994年筑波大学文部技官、助手、1995年新潟大学助教授、2008年准教授、2012年人文社会・教育科学系教授。臨床心理士・専門行動療法士。専門は認知行動療法。

## 著書
- 『ストレス対処の個人差に関する臨床心理学的研究』風間書房, 1996.3
- 『学校でフル活用する認知行動療法』遠見書房, 2014.10
- 『不登校・ひきこもりのための行動活性化 子どもと若者の"心のエネルギー"がみるみる溜まる認知行動療法』金剛出版, 2019.5

### 共編著
- 『実践家のための認知行動療法テクニックガイド 行動変容と認知変容のためのキーポイント』坂野雄二監修, 鈴木伸一共著. 北大路書房, 2005.12
- 『レベルアップしたい実践家のための事例で学ぶ認知行動療法テクニックガイド』鈴木伸一共著. 北大路書房, 2013.7
- 『認知行動療法実践レッスン エキスパートに学ぶ12の極意』編. 金剛出版, 2014.11
- 『認知行動療法』下山晴彦共編著. 放送大学教育振興会, 2014.3
- 『中1ギャップ 新潟から広まった教育の実践』 (ブックレット新潟大学）上野昌弘共著. 新潟日報事業社, 2015.3
- 『教師とSCのためのカウンセリング・テクニック 速解チャート付き 4　保護者とのよい関係を積極的につくるカウンセリング』黒沢幸子共編集 ぎょうせい, 2022.1
- 『公認心理師のための「心理支援」講義』 (臨床心理フロンティア) 下山晴彦監修, 下山晴彦,小堀彩子, 熊野宏昭共編著. 北大路書房, 2022.7

### 翻訳
- アーロン・T.ベック, A.ジョン・ラッシュ,ブライアン・F.ショウ, ゲアリィ・エメリィ共著『うつ病の認知療法』 (認知療法シリーズ)坂野雄二監訳,清水里美, 前田基成共訳 岩崎学術出版社, 1992.5
- ジュディス・S.ベック『認知療法実践ガイド・基礎から応用まで ジュディス・ベックの認知療法テキスト』伊藤絵美,藤澤大介共訳. 星和書店, 2004.7
- ナムラタ・レイルー,ティアン・ポー・ウィー『ギャンブル依存のための認知行動療法ワークブック』原田隆之監訳, 横光健吾, 野村和孝共訳. 金剛出版, 2015.7

## 論文
- <神村栄一